# Dukuhtengah (Buduran)
Dukuhtengah is een bestuurslaag in het regentschap Sidoarjo van de provincie Oost-Java, Indonesië. Dukuhtengah telt 3739 inwoners (volkstelling 2010).